# Inonija
Inonija era una rivista italiana di poesia fondata nel 1987, che cessò le pubblicazioni nel 1992. Direttore era Angelo Fasano, redattori Raffaele De Luca e Franco Dionesalvi. La pubblicava Fasano Editore.

## Storia
Il nome è un neologismo coniato da Esenin, si può tradurre “terra dell’altrove”.
Nei primi numeri recava la dicitura “rivista di tendenza di poesia e di letteratura”; poi, dal numero 7, semplicemente “rivista di poesia”. La redazione era a Cosenza.
Ogni numero constava di circa 140 pagine, suddivise, dopo l’editoriale, in tre sezioni: i saggi, i testi (le poesie) e le appendici (uno “speciale” su un argomento specifico, e poi le recensioni). 
Nell’editoriale del primo numero, Angelo Fasano scriveva: “Ci interessa il senso, non solo come esso si rivesta. L’essenziale. Perché siamo convinti che ci vuole, oggi come ieri, una poesia che tagli, che scavi, che bruci. Che se necessario sia sale sulle ferite del nostro tempo”.
Nel marzo 1992 Angelo Fasano muore, a 26 anni, e la rivista chiude.

## Numeri
- 1 (gennaio-giugno 1987). Saggi: “La poesia tra realtà nuda e visionarietà” (Raffaele De Luca); “Finire, la via del ritorno” (Marco Guzzi); “La letteratura come materia del sogno” (Franco Dionesalvi); “Una rosa è una rosa, una rosa, una rosa” (Eduardo Prado Coelho). Testi: Angelo Fasano, Dario Bellezza, Marisa Righetti, Franco Dionesalvi, Gino Scartaghiande, Raffaele De Luca, Edoardo Sanguineti, Aniello Scotto, Gerardo Pedicini, José Fanha, Vittorio Placella. L’intervento: “Per un teatro di poesia (Federico Tiezzi).
- 2 (luglio-dicembre 1987). Saggi: “Poesia e tecnica, ovvero la tecnica che interroga se stessa” (Angelo Fasano); “Tre casi di maudit-ismo anomalo: Corbière, Genet, Michaux” (Franco Dionesalvi); “Scrivere il Novecento. Da Corazzini a Moravia, scegliendo il percorso più breve” (Nicola Merola); “Valery tra estetica e poesia” (Francesco Garritano). Testi: Giorgio Barberi Squarotti, Gregorio Scalise, Franco Crivaro, Nadia Primerano, Marco Guzzi, Ubaldo Giacomucci, Luigi Sacco, Raffaele De Luca. L’argomento: “Arte e malattia mentale” (Franco Dionesalvi, Antonio Jacopetta, Luca Ferrari, Massimo Celani).
- 3 (gennaio-giugno 1988). Saggi: “Nostalgia del volto: Artaud, Lèvinas, Dostoevskij” (Vincenzo Rizzo); “Sulla linea della parola: considerazioni sul realismo in Mallarmé (Francesco Garritano); “Sandro Penna, poeta dell’istante” (Gerardo Pedicini). Testi: Franco Dionesalvi, Giuliano Compagno, Marco Lodoli, Raffaele De Luca, Franco Manzoni, Pasquale D’Alessandro, Marisa Righetti, Gregory Corso, Attilio Lolini, Filippo Senatore, Biancamaria Frabotta. L’anteprima: Syd Barrett, sette testi inediti a cura di Luca Ferrari.
- 4 (luglio-dicembre 1988). Saggi: “Il Romanzo tra gioco enciclopedico, visionarietà surreale e nuove soggettività (Raffaele De Luca); “L’abisso tra parentesi (Luigi Galella); “Franz Kafka e il nichilismo (Francesco Garritano). Testi: Amelia Rosselli, Angelo Fasano, Franco Dionesalvi, Renzo Chiapperini, Felice Comello, Pino Corbo, Antonio Ciuffa, Carlo Cipparrone.
- 5 - 6 (1989). Saggi: “La svolta linguistica” (Thomas Pavel); “L’estetica della ricezione tra la problematica della storia letteraria e la tradizione della fenomenologia” (Pina Conforti); “La padronanza e il transfert. Significazioni di Dora” (Susan Rubin Suleiman); “La parola ricostruzione e il rilancio di Derrida” (Silvano Petrosino); “Metodicità e extra-metodicità della semiotica: conoscenza e comprensione” (Francesco Garritano); “Jacques Derrida: Fenomenologia Ermeneutica Decostruzione” (Maurizio Ferraris); “La figura critica. De Man − das Man) (David Randall). Testi: Antonio Porta, Gerardo Pedicini. Márcia Theòphilo, Franco Buffoni, Luigi Amendola, Giusy Verbaro Cipollina, Maria Luisa Spaziani. Pagine ritrovate: “A proposito di Amleto” (Jules Laforgue).
- 7 (gennaio − giugno 1990). Saggi: “I buoni e i cattivi nelle divinità intermedie” (Franco Dionesalvi); “I rischi dell’autofondazione” (Francesco Garritano); “Appunti sul tragico ne La cognizione del dolore (Angelo Fasano). Testi: Franco Loi, Giuliano Donati, Lorenzo Morandotti, Raffaele De Luca, Maria Carla Maiolo, Marco Guzzi, Silvio Raffo, Salvo Fazio. L’argomento: “Poesia e musica” (Jain Chambers, Daniel Charles, Giancarlo Pontiggia, Paolo Aita).
- 8 − 9 (dicembre 1990 − giugno 1991). Saggi: “Fantasmi di poesia futura. Per un’estetica della poesia italiana di oggi − domani” (Paolo Valesio); “Versions du visible” (Francis Wybrands); “Dell’immagine o della parola” (Francesco Garritano); “Le laboratoire de l’écriture − figure” (Louis Marin); “Sur un poeme peint” (Marc Le Bot); “Parola e immagine / dal testo al tatuaggio” (Marco Senaldi); “Transmediazione e intertestualità” (Marcello Walter Bruno). Testi: Dario Bellezza, Fabio Pusterla, Pino Corbo, Dante Maffia, Angelo Fasano, Antonello Satta Centanin, Franco Dionesalvi, Domenico Cara, Salvo Fazio, Ettore Bonessio di Terzet, Alberto Toni. L’argomento: “Poeti e non poeti” (Pino Corbo).
- 10 (dicembre 1991 − marzo 1992). Saggi: “Gli strumenti e il soffio” (Angelo Fasano), “Sulla poesia italiana oggi” (Giancarlo Pontiggia). Testi: Vivian Lamarque, Gregorio Scalise, Gino Scartaghiande, Angelo Maugeri, Mario Barzaghi, Tomaso Kemeny, Raffaele De Luca, Franco Buffoni. L’argomento: “Il farmaco, l’osceno” (Jacques Derrida, Franco Dionesalvi, Guido Almansi, Mario Perniola, Francesco Garritano, Pierre Klossowski.